# C-reaktív fehérje
A C-reaktív protein (CRP) egy gyűrű alakú pentamer fehérje, amely a vérplazmában található, és amelynek keringési koncentrációja a gyulladás hatására megemelkedik. Ez egy máj eredetű akut fázisú fehérje, amely a makrofágok és T-sejtek interleukin-6 szekrécióját követően fokozódik. Fiziológiai szerepe az, hogy az elhalt vagy haldokló sejtek (és bizonyos típusú baktériumok) felszínén expresszálódó lizofoszfatidilkolinhoz kötődjön, hogy a C1q-n keresztül aktiválja a komplementrendszert.
A CRP-t a máj szintetizálja a makrofágok, T-sejtek és zsírsejtek által kibocsátott faktorokra válaszul. A pentraxin fehérjecsalád tagja. Nem kapcsolódik a C-peptidhez (inzulin) vagy a C-proteinhez (véralvadás). A C-reaktív fehérje volt az első mintafelismerő receptor (PRR), amelyet azonosítottak.

## Történelem és etimológia
Tillett és Francis fedezte fel 1930-ban, kezdetben azt hitték, hogy a CRP patogén váladék lehet, mivel számos betegségben, köztük a rák esetében is megemelkedett. A májszintézis későbbi felfedezése (a májban történik) bebizonyította, hogy ez egy natív fehérje. Kezdetben a CRP-t a kioltási reakcióval mérték, amely pozitív vagy negatív eredményt adott. A precízebb módszerek manapság dinamikus fényszórást alkalmaznak a CRP-specifikus antitestekkel való reakció után.
A CRP-t azért nevezték így el, mert először olyan anyagként azonosították az akut gyulladásban szenvedő betegek szérumában, amely reakcióba lép a pneumococcus sejtfal-poliszacharidjával (C-poliszacharid).